# Pedro Ruiz García
Pedro Ruiz García (Villanueva de Córdoba, Córdoba, 18 de julio de 1936 - Puertollano, Ciudad Real, 19 de febrero de 2023) fue un dirigente sindical español y el primer secretario general de Comisiones Obreras de Castilla-La Mancha, cargo que ocupó desde enero de 1977 hasta junio de 1984.

## Biografía
Pedro Ruiz García nació el 18 de julio de 1936 en Villanueva de Córdoba (Córdoba), aunque poco después su familia emigró a Puertollano (Ciudad Real). En 1954, con 18 años, entró a trabajar en Empresa Nacional Calvo Sotelo (ENCASO), actualmente Repsol.
En 1962, después de la Huelga minera de Asturias de 1962, a la que también se sumaron trabajadores de Puertollano, Pedro Ruiz García participó en la creación del comité comarcal del Partido Comunista de España (PCE) y la Unión de Juventudes Comunistas de España (UJCE). Ese mismo año, constituye la primera comisión obrera de Castilla-La Mancha junto a Francisco Huete Trapero, Manuel Caballero Vigara, Antonio Ruiz Fernández y Andrés Cejudo Cano.
Entre finales de los 60 y mediados de los 70 continuó con su actividad sindical, fue encarcelado por reunirse con la dirección estatal de Comisiones Obreras (1970), se exilió a Francia junto a su familia (1972) y de vuelta en España, se integró en el comité directivo de Madrid del PCE (1974).
En 1976 se encargó de organizar la dirección de CC.OO. en Extremadura y Castilla-La Mancha, junto a Julián Ariza y Marcelino Camacho.
El 9 de enero de 1977, en el histórico despacho de abogados laboralistas de Atocha, se aprobó, con cincuenta votos a favor y una abstención, la constitución de la Unión Sindical de Comisiones Obreras de Castilla La Nueva. Pedro Ruiz García fue elegido como secretario general de una ejecutiva compuesta por otras once personas, cargo que ocupó hasta el 17 de junio de 1984 cuando tuvo lugar el primer congreso celebrado ya con el nombre de CC.OO. de Castilla-La Mancha, en el que se eligió como secretario general a Chema Díaz Ropero.
El 29 de diciembre de 1993 en Puertollano se le rindió homenaje al que asistió el secretario general de CC.OO., Antonio Gutiérrez.
Falleció el 19 de febrero de 2023 en Puertollano (Ciudad Real).
El 28 de noviembre de 2023 en Puertollano, CC.OO. homenajeó la figura de Pedro Ruiz García por toda su trayectoria sindical.